# Anwara Upazila
Anwara Upazila är ett underdistrikt i Bangladesh.   Det ligger i provinsen Chittagong, i den sydöstra delen av landet, 230 kilometer sydost om huvudstaden Dhaka.
Trakten runt Anwara Upazila består till största delen av jordbruksmark. Runt Anwara Upazila är det mycket tätbefolkat, med 1 135 invånare per kvadratkilometer.